# Betpakdaliet
Betpakdaliet is een citroengeel mineraal , met als chemische formule {\displaystyle {\ce {CaFe^{3+}H8(MoO4)5(AsO4)2.8H2O}}}.

## Herkomst
Oorspronkelijk beschreven uit Kara-Oba in Kazachstan. Het komt ook voor in Tsumeb in Namibië en in het Tsjechische Krupka.